# 42. Division (Deutsches Kaiserreich)
Die 42. Division, im Ersten Weltkrieg als 42. Infanterie-Division bezeichnet,  war ein Großverband der Preußischen Armee.

## Gliederung
Die Division war Teil des XXI. Armee-Korps.

### Friedensgliederung
- 59. Infanterie-Brigade in Saarburg
  - 1. Oberrheinisches Infanterie-Regiment Nr. 97 in Saarburg
  - 3. Unter-Elsässisches Infanterie-Regiment Nr. 138 in Dieuze
- 65. Infanterie-Brigade in Mörchingen
  - Infanterie-Regiment „Graf Barfuß“ (4. Westfälisches) Nr. 17 in Mörchingen
  - 2. Lothringisches Infanterie-Regiment Nr. 131 in Mörchingen
- 42. Kavallerie-Brigade in Saarburg
  - Ulanen-Regiment „Graf Haeseler“ (2. Brandenburgisches) Nr. 11 in Saarburg
  - Schleswig-Holsteinisches Ulanen-Regiment Nr. 15 in Saarburg
- 42. Feldartillerie-Brigade in Saarbrücken
  - Feldartillerie-Regiment „von Holtzendorff“ (1. Rheinisches) Nr. 8 in Saarlouis und Saarbrücken (Reit. Abteilung)
  - 1. Ober-Elsässisches Feldartillerie-Regiment Nr. 15 in Saarburg (auch Reit. Abteilung) und Mörchingen (I. Abteilung)

### Gliederung bei Mobilmachung 1914
- 59. Infanterie-Brigade

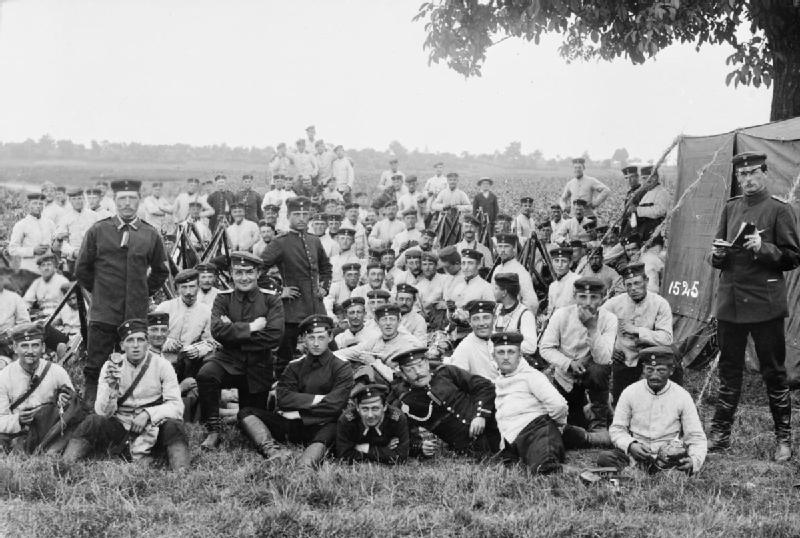
Soldaten des Regiments Nr. 138 bei einer Rast während des Manövers 1899.

  - 1. Oberrheinisches Infanterie-Regiment Nr. 97
  - 3. Unter-Elsässisches Infanterie-Regiment Nr. 138
- 65. Infanterie-Brigade
  - Infanterie-Regiment „Graf Barfuß“ (4. Westfälisches) Nr. 17
  - 2. Lothringisches Infanterie-Regiment Nr. 131
  - Dragoner-Regiment „Generalfeldmarschall Prinz Leopold von Bayern“ (Westfälisches) Nr. 7
- 42. Feldartillerie-Brigade
  - Feldartillerie-Regiment „von Holtzendorff“ (1. Rheinisches) Nr. 8
  - 1. Ober-Elsässisches Feldartillerie-Regiment Nr. 15
- 2. und 3. Kompanie/Pionier-Bataillon Nr. 27

### Kriegsgliederung vom 1. Januar 1918
- 65. Infanterie-Brigade
  - Infanterie-Regiment „Graf Barfuß“ (4. Westfälisches) Nr. 17
  - 2. Lothringisches Infanterie-Regiment Nr. 131
  - 3. Unter-Elsässisches Infanterie-Regiment Nr. 138
  - 1. Eskadron/Dragoner-Regiment „Generalfeldmarschall Prinz Leopold von Bayern“ (Westfälisches) Nr. 7
- Artillerie-Kommandeur Nr. 42
  - 1. Ober-Elsässisches Feldartillerie-Regiment Nr. 15
- Pionier-Bataillon Nr. 27
- Divisions-Nachrichten-Kommandeur Nr. 42

## Geschichte
Die Division wurde am 1. Oktober 1912 errichtet und hatte ihr Divisionskommando in Saarburg.

### Gefechtskalender

#### 1914
- 31. Juli bis 16. August – Grenzschutz gegen Frankreich
- 18. bis 19. August – Lauterfingen-Mittersheim
- 20. bis 22. August – Schlacht in Lothringen
- 22. August bis 14. September – Schlacht vor Nancy-Epinal
- 23. September bis 6. Oktober – Schlacht an der Somme
- 07. bis 10. Oktober – Stellungskämpfe westlich St. Quentin
- ab 7. Oktober – Stellungskämpfe an der Somme

#### 1915
- bis 18. Januar – Stellungskämpfe an der Somme
- 19. Januar bis 3. Februar – Transport nach dem Osten
- 04. bis 22. Februar – Winterschlacht in Masuren
- 23. Februar bis 6. März – Gefechte am Bobr
- 09. bis 12. März – Gefechte bei Sejny
- 25. bis 30. März – Gefechte bei Krasnopol und Krasne
- 31. März bis 20. Juli – Stellungskämpfe zwischen Augustow, Mariampol, und Pilwiszki
- 21. Juli bis 7. August – Kämpfe an der Jesia und bei Wejwery
- 01. bis 18. August – Belagerung von Kowno
- 19. August bis 8. September – Njemen-Schlacht
- 09. September bis 2. Oktober – Schlacht bei Wilna
- ab 3. Oktober – Stellungskämpfe zwischen Krewo-Smorgon-Narotsch-Tweretsch

#### 1916
- Stellungskämpfe zwischen Krewo-Smorgon-Narotsch-Tweretsch
  - 18. bis 27. März – Schlacht bei Postawy
  - 18. März bis 30. April – Schlacht am Narotsch-See

#### 1917
- bis 12. Juli – Stellungskämpfe zwischen Krewo-Smorgon-Narotsch-Tweretsch
- 14. bis 18. Juli – Stellungskämpfe östlich Zloczow
- 19. bis 28. Juli – Durchbruchsschlacht in Ostgalizien
- 29. Juli bis 23. August – Stellungskämpfe am Sereth
- 01. bis 5. September – Schlacht um Riga
- 06. September bis 10. Oktober – Stellungskämpfe nördlich der Düna
- 11. bis 20. Oktober – Eroberung der Baltischen Inseln
  - 11. bis 16. Oktober – Eroberung der Insel Ösel
  - 17. bis 18. Oktober – Eroberung der Insel Moon
  - 17. bis 20. Oktober – Eroberung der Insel Dagö
- 20. Oktober bis 7. November – Schutz der Baltischen Inseln
- 05. November bis 1. Dezember – Stellungskämpfe am oberen Styr-Stochod
- 02. bis 24. Dezember – Transport nach dem Westen
- ab 26. Dezember – Stellungskämpfe in Flandern und Artois

#### 1918
- bis 23. Juni – Stellungskämpfe in Flandern und Artois
- 09. bis 18. April – Schlacht bei Armentières
- 23. Juni bis 4. Juli – Stellungskämpfe zwischen Oise, Aisne und Marne
- 05. bis 17. Juli – Stellungskämpfe westlich Soissons
- 18. bis 25. Juli – Abwehrschlacht zwischen Soissons und Reims
- 30. Juli bis 28. August – Stellungskämpfe bei Reims
- 28. August bis 25. September – Stellungskämpfe in der Champagne
- 26. September bis 9. Oktober – Abwehrschlacht in der Champagne und an der Maas
- 13. bis 17. Oktober – Kämpfe an der Aisne und Aire
- 18. bis 23. Oktober – Schlacht bei Vouziers
- 24. bis 31. Oktober – Kämpfe an der Aisne und Aire
- 01. bis 4. November – Kämpfe zwischen Aisne und Aire
- 05. bis 11. November – Rückzugskämpfe vor der Antwerpen-Maas-Stellung
- ab 12. November – Räumung des besetzten Gebietes und Marsch in die Heimat

## Kommandeure
| Dienstgrad      | Name               | Datum                               |
| --------------- | ------------------ | ----------------------------------- |
| Generalleutnant | Hasso von Bredow   | 01. Oktober 1912 bis 3. April 1916  |
| Generalleutnant | Thilo von Hanstein | 04. April bis 6. November 1916      |
| Generalleutnant | Ludwig von Estorff | 07. November 1916 bis 15. März 1918 |
| Generalmajor    | Carl Buchholtz     | 16. März 1918 bis 14. Februar 1919  |
| Generalmajor    | Friedrich Zechlin  | 15. Februar bis 10. Juli 1919       |